# 空海-KU-KAI- 美しき王妃の謎
『空海-KU-KAI- 美しき王妃の謎』（くうかい うつくしきおうひのなぞ、原題：妖猫伝、英題：Legend of the Demon Cat）は、2017年制作の日中合作映画。
留学のため唐に渡った若き日の空海が、詩人・白楽天とともに唐の都長安を揺るがす巨大な謎に迫る姿を描いた歴史スペクタクル大作。夢枕獏の小説『沙門空海唐の国にて鬼と宴す』をチェン・カイコー（陳凱歌）監督が映画化。
第30回東京国際映画祭にて、東京国際映画祭第30回記念のオープニングスペシャル作品として上映された。

## あらすじ
遣唐使として唐の長安へ渡った沙門空海は、優れた祈祷師として皇帝の寝所に招かれた。皇帝は七日間も眠れず異様に苦しんでいたが、空海の眼の前で悶え死んだ。王宮には居ないはずの黒猫が皇帝の側にいた形跡と「次は李誦(皇太子)だ」という呪いの木札を見つける空海。
皇帝の記録係として死去を目撃した白楽天は、「風邪で崩御」と穏便に記すよう命じられたが虚偽を書けずに役職を解雇された。詩人として生きることが天職だとうそぶき、空海と行動を共にするようになる白楽天。
王宮の警護隊長である陳雲樵の屋敷に、喋る黒猫が現れたという噂を聞き、雲樵を監視する空海と白楽天。雲樵は、黒猫のお告げで銭を手に入れ遊郭で豪遊したが、現れた黒猫に宴を滅茶苦茶に荒らされた。「借りを返せ」「明日、屋敷に行く」と告げて消える黒猫。
この事件に白楽天が関わったのは、彼が書いている詩「長恨歌」が原因だと推理する空海。「長恨歌」は三代前の皇帝・玄宗と妃の楊貴妃の愛を綴った詩だが、黒猫はその内容が誤りだと伝えようとしていたのだ。
雲樵の屋敷に赴き、黒猫が憑依した雲樵の妻・春琴と対話して、楊貴妃が史実と異なり生き埋めにされた事実と、それを恨む者が子々孫々まで祟っていると知る空海と白楽天。雲樵が狙われたのは彼自身の罪ではなく、彼の父が命令で楊貴妃を生き埋めにしたためだった。黒猫が去って恨みは消えたかと思われたが、錯乱した雲樵は妻の春琴を絞め殺し、気が触れてしまった。
白楽天は「長恨歌」を書くために、先代の王宮に忍び込み、安置されていた玄宗の遺品から楊貴妃の遺髪を盗むことまでしていた。黒猫は愛の物語が偽りだと知らせようとしたが、納得できない白楽天。空海と白楽天は楊貴妃の侍女だった老婆を訪ね、楊貴妃が史実通りに絞め殺されたという証言を得たが、直後に老婆は黒猫に殺された。
30年前、長安の王宮には阿倍仲麻呂が仕えていた。遣唐使だったが楊貴妃に恋した仲麻呂は帰国せずに唐で高官となり生涯を終えたのだ。仲麻呂の側女(そばめ)だった女性から彼の日記を譲り受け、楊貴妃の誕生日を祝った「極楽の宴」の様子を知る空海たち
「極楽の宴」は詩仙と謳われる李白が楊貴妃を讃える詩を詠んだ大宴会だった。そこには高名な幻術師の黃鶴と、その弟子の若い丹龍と白龍も招かれていた。だが、宴の10日後には安禄山が反乱を起こし、玄宗と楊貴妃は長安から脱出した。
玄宗を守る護衛の兵たちは、途中の馬嵬駅で反旗を翻した。安禄山が楊貴妃を欲していたために、楊貴妃を殺せば安禄山も収まると玄宗に迫ったのだ。玄宗に付き従って来た黃鶴は、幻術によって貴妃を眠らせ、死んだように見せかけると進言して貴妃や一同を納得させた。表向きは楊貴妃を扼殺したと発表し、軍の統制を取り戻す玄宗。
仲麻呂の日記に従って楊貴妃を葬った古い墓を探し当てる空海と白楽天。そこには空の石棺だけが残されていた。その場に現れ、過去のビジョンを見せる黒猫。楊貴妃を助けに来たのは、命令に背いて勝手に動いた若い幻術師の丹龍と白龍だった。しかし、楊貴妃は石棺の中で目覚めて錯乱し、既にこと切れていた。楊貴妃を慕い、彼女がいずれ目覚めると信じて遺体を山の洞窟に移す白龍。丹龍は楊貴妃が死んだと諦め、二度と苦痛を覚えない教えを求めると言って姿を消した。
楊貴妃の身体は幻術によって保存され続けたが、最後の夜に飲まされた毒酒によって痛み始めた。その害を止める為に毒を吸い、己の身体に移す白龍。そして、貴妃を守り続ける為に死ぬ直前に黒猫に自分の魂を移した。その猫は玄宗が寵愛し、楊貴妃の為に墓に残した飼い猫だった。猫となった後、王宮に戻り、貴妃を救わずに見捨てた玄宗の目を引っ掻いて潰す黒猫。
長安の町には地面にスイカの種を蒔き、あっと言う間に実らせた幻の実を売る怪しげな幻術師がいた。この幻術師から招待を受ける空海と白楽天。現場には黒猫も現れた。幻術師の正体は丹龍であり、30年間、白龍と楊貴妃を見守っていたと告げて楊貴妃の遺体をその場に出現させた。遺体は美しいが抜け殻だと空海に看破され、認めたくなかっただけだと黒猫が打ち明けた時、白龍の魂は鶴と化して昇天し、黒猫は寿命が尽きて息絶えた。
白楽天は長恨歌を書き換えなかった。詩を書いたのは白龍だと笑う白楽天。空海は帰国を前に念願だった大唐密教の総本山・青龍寺の恵果和尚との対面が叶った。恵果和尚こそ丹龍であり、スイカ売りの幻術師だと空海は見抜いていた。

## キャスト
※（）は日本語吹替。
- 空海：染谷将太[8]
- 白楽天：ホアン・シュアン（高橋一生[9]）
- 楊貴妃：チャン・ロンロン（中国語版）（吉田羊[9]）
- 春琴：キティ・チャン（沢城みゆき[9]）
- 陳雲樵：チン・ハオ（桐本拓哉）
- 玄宗：チャン・ルーイー（中国語版）（イッセー尾形[9]）
- 白龍：リウ・ハオラン（東出昌大[9]）
- 丹龍：オウ・ハオ（中国語版）（寛一郎[9]）
- 黄鶴：リウ・ペイチー（中国語版）（不破万作[9]）
- 高力士：ティアン・ユー（金田明夫[9]）
- 玉蓮：チャン・ティエンアイ（花澤香菜[9]）
- 瓜翁／恵果：チェン・タイシェン（山寺宏一[10]）
- 李白：シン・バイチン（中国語版）（六角精児[9]）
- 麗香：シャー・ナン（有賀由樹子）
- 牡丹：陳旭（早見沙織[10]）
- 安禄山：ワン・デイ
- 大師（空海師父）：火野正平
- 白玲：松坂慶子[11]
- 阿倍仲麻呂：阿部寛[12]
- 妖猫：（六平直政[10]）

## スタッフ
- 監督：チェン・カイコー
- 製作：椿宜和
- 製作総指揮：角川歴彦、チャオ・ファーイー、アルバート・ヤン
- 原作：夢枕獏『沙門空海唐の国にて鬼と宴す』
- 脚本：チェン・カイコー、ワン・フイリン
- エグゼクティブ・プロデューサー：高秀蘭、井上伸一郎、アルバート・リー
- プロデューサー：チェン・ホン
- 音楽：クラウス・バデルト
- 主題歌：RADWIMPS「Mountain Top」
- 撮影：カオ・ユー
- 美術：トゥ・ナン、ルー・ウェイ
- 衣裳：チェン・トンシュン
- VFXスーパーバイザー：石井教雄
- サウンド・デザイナー：柴崎憲治
- 配給：東宝、KADOKAWA

## 受賞
- 第12回アジア・フィルム・アワード[13]
  - 助演女優賞：キティ・チャン
  - 衣装デザイン賞
  - 美術賞：
  - 視覚効果賞
- HIHOはくさいアワード5位

## 漫画
2018年1月12日より1月26日まで『コミックNewtype』にて3週連続で連載されたあと、単行本が上下巻で発売された。作画は睦月れい。 原作は夢枕獏『沙門空海唐の国にて鬼と宴す』。
- 空海 -KU-KAI-（『コミックNewtype』掲載時は映画タイトルと同様）
  - 上巻 2018年2月10日発売　ISBN 978-4-04-106483-2
  - 下巻 2018年8月9日発売　ISBN 978-4-04-107272-1